# STCC 2024
La stagione 2024 dell'STCC Scandinavia Touring Car Championship è la quattordicesima edizione del campionato, la prima con l'adozione delle nuove specifiche elettriche. È iniziata l'8 giugno a Göteborg e terminerà il 21 settembre a Mantorp Park. 

## Scuderie e piloti
| Scuderia           | Vettura         | #  | Pilota            | Gare |
| ------------------ | --------------- | -- | ----------------- | ---- |
| CUPRA Sweden - PWR | CUPRA Born      | 2  | Robert Dahlgren   | 1-   |
| CUPRA Sweden - PWR | CUPRA Born      | 55 | Axel Bengtsson    | 1-   |
| CUPRA Sweden - PWR | CUPRA Born      | 92 | Anton Marklund    | 1-   |
| Brink Motorsport   | Tesla Model 3   | 14 | Jimmy Eriksson    | 1-   |
| Brink Motorsport   | Tesla Model 3   | 48 | Mikael Karlsson   | 1-   |
| Brink Motorsport   | Tesla Model 3   | 71 | Tobias Brink      | 1-   |
| Exion Racing       | BMW i4          | 16 | Calle Bergman     | 1-   |
| Exion Racing       | BMW i4          | 27 | Månz Thalin       | 1-   |
| Exion Racing       | BMW i4          | 74 | Lukas Sundahl     | 1-   |
| Exion Racing       | Volkswagen ID.3 | 19 | Viktor Gustavsson | 1-   |
| Exion Racing       | Volkswagen ID.3 | 20 | Ola Nilsson       | 1-   |
| Exion Racing       | Volkswagen ID.3 | 77 | Alexander Graff   | 1-   |

## Calendario
| Gara | Gara | Circuito              | Data         | Supporto |
| ---- | ---- | --------------------- | ------------ | --- |
| 1    | G1   | Ullevi                | 8 giugno     | |
| 1    | G2   | Ullevi                | 9 giugno     | |
| 2    | G3   | Ljungbyheds Motorbana | 29 giugno    | Formula Nordic Lamborghini Time Attack Radical Cup Scandinavia Aquila Sinergy Cup Pro Superbike Yamaha R7 Cup Scandinavia |
| 2    | G4   | Ljungbyheds Motorbana | 29 giugno    | Formula Nordic Lamborghini Time Attack Radical Cup Scandinavia Aquila Sinergy Cup Pro Superbike Yamaha R7 Cup Scandinavia |
| 3    | G5   | Helsingborg           | 24 agosto    | |
| 4    | G6   | Ring Knutstorp        | 14 settembre | |
| 4    | G7   | Ring Knutstorp        | 14 settembre | |
| 5    | G8   | Mantorp Park          | 21 settembre | |
| 5    | G9   | Mantorp Park          | 21 settembre | |

## Risultati e classifiche

### Gare
| Gara | Circuito       | Pole position  | Giro veloce     | Pilota vincitore | Scuderia vincitrice |
| ---- | -------------- | -------------- | --------------- | ---------------- | ------------------- |
| 1    | Göteborg       | Ola Nilsson    | Jimmy Eriksson  | Jimmy Eriksson   | Brink Motorsport    |
| 2    | Göteborg       | Jimmy Eriksson | Robert Dahlgren | Robert Dahlgren  | CUPRA Sweden - PWR  |
| 3    | Ljungbyheds    | Tobias Brink   | Mikael Karlsson | Tobias Brink     | Brink Motorsport    |
| 4    | Ljungbyheds    | Tobias Brink   | Mikael Karlsson | Tobias Brink     | Brink Motorsport    |
| 5    | Helsingborg    |                |                 |                  |                     |
| 6    | Ring Knutstorp |                |                 |                  |                     |
| 7    | Ring Knutstorp |                |                 |                  |                     |
| 8    | Mantorp Park   |                |                 |                  |                     |
| 9    | Mantorp Park   |                |                 |                  |                     |